# Messena burmanica
Messena burmanica är en insektsart som beskrevs av Atkinson 1889. Messena burmanica ingår i släktet Messena och familjen Eurybrachidae. Inga underarter finns listade i Catalogue of Life.